# أندريه فريدريك
أندريه فريدريك (بالفرنسية: André Friederich) هو نحات فرنسي، ولد في 17 يناير 1798 في ريبوفيل في فرنسا، وتوفي في 9 مارس 1877 في ستراسبورغ في فرنسا.